# Hydropsyche fezana
Hydropsyche fezana är en nattsländeart som beskrevs av Navás 1932. Hydropsyche fezana ingår i släktet Hydropsyche och familjen ryssjenattsländor. Inga underarter finns listade i Catalogue of Life.